# Kickxellales
Kickxellales es un grupo de hongos de la división Zoopagomycota y subdivisión Kickxellomycotina que habita en el suelo o en el estiércol, en ocasiones se han encontrado como parásitos. Su única familia es Kickxellaceae.

## Géneros
- Coemansia
- Dipsacomyces
- Kickxella
- Linderina
- Martensella
- Martensiomyces
- Mycoemilia
- Myconymphaea
- Pinnaticoemansia
- Ramicandelaber
- Spirodactylon
- Spiromyces